# Euryopis nana
Euryopis nana är en spindelart som först beskrevs av O. Pickard-Cambridge 1879.  Euryopis nana ingår i släktet Euryopis och familjen klotspindlar. Inga underarter finns listade i Catalogue of Life.